# وقتی که بزرگ می‌شوم (ترانه پوسی‌کت دالز)
«وقتی که بزرگ می‌شوم» (به انگلیسی: When I Grow Up) ترانه‌ای از گروه دخترانه آمریکایی پوسی‌کت دالز برای دومین آلبوم استودیویی‌شان، دال دامینیشن است. این ترانه در ۲۷ مه ۲۰۰۸ به‌عنوان تک‌آهنگ آغازین آلبوم توسط اینترسکوپ رکوردز منتشر شد. «وقتی که بزرگ می‌شوم» اولین تک‌آهنگ گروه پس خروج کارمیت بخار از گروه بود. ترانه در ابتدا برای بریتنی اسپیرز نوشته شده بود، اما ناشر او ترانه را رد کرد. این ترانه ابتدا برای پروژه انفرادی نیکول شرزینگر ضبط شد، اما او احساس کرد که این ترانه برای گروه مناسب تر است. «وقتی که بزرگ می‌شوم» در مورد تمایل به مشهور شدن صحبت می‌کند و توسط شرزینگر عنوان «خودزندگی‌نامه» توصیف شده‌است.
این ترانه با استقبال خوبی از طرف منتقدان موسیقی روبرو شد و در رتبه ۹ بیلبورد هات ۱۰۰ قرار گرفت و به برترین ترانه گروه پس از «دکمه‌ها» (۲۰۰۶) تبدیل شد. ترانه بیش از دو میلیون نسخه دیجیتال در ایالات متحده به فروش رسانده‌است و این باعث می‌شود پوسی‌کت دالز به اولین گروه دخترانه در تاریخ دیجیتال باشد که دارای سه تک‌آهنگ بیش از دو میلیون فروش دیجیتال است. این تک‌آهنگ در چارت‌های، در رتبه اول و در چارت‌های کانادا، والونیا، فرانسه، استرالیا، دانمارک، فنلاند، سوئد، فلاندرز، نیوزلند، اتریش، جزو ده ترانه اول قرار گرفت.
موزیک ویدئو ترانه در ۱۳ ژوئن ۲۰۰۸ به کارگردانی جوزف کان منتشر شد. در موزیک ویدئو پوسی‌کت دالز را در یک ترافیک در بلوار هالیوود به تصویر می‌کشد. موزیک ویدئو نامزد دریافت جایزه در پنج رده جوایز موزیک ویدئوی ام‌تی‌وی ۲۰۰۸ شد و بیشترین نامزدی مراسم و جایزه بهترین ویدئو رقص را به دست آورد. پوسی‌کت دالز این ترانه را در چندین برنامه تلویزیونی از جمله جیمی کیمل لایو!، جوایز موسیقی آمریکا ۲۰۰۸ و تور دال دامینیشن (۲۰۰۹) اجرا کرد.